# Александър Байчев
Д-р Александър Любомиров Байчев (PhD) е български певец, пианист и вокален педагог.

## Биография
Роден е на 15 април 1987 г. в гр. Добрич. Израства в семейство на музиканти, започва да пее и да свири на пиано на 6-годишна възраст.
Приет е в Националната музикална академия „Панчо Владигеров“ в класа на Алис Боварян. Завършва със специалност „поп и джаз пеене“.
Носител е на над 40 награди от национални и международни конкурси. Сред тях са:
- награда за „Най-добър глас“ на конкурса „Малкият принц“ в Букурещ (1999);
- Гран При на конкурса „Малкият принц“ (2001);
- първа награда на международния конкурс „Сарандев“ в гр. Добрич;
- първа награда като автор на нова българска песен на същия конкурс;
- 4 г. подред първо място на конкурса „Магията на песента“ в гр. Търговище.

През 2006 г. е сред вокалите на група „Групата“ – съвместен проект на Санома Блясък и Нескафе. „Групата“ има 4 сингъла и албум на име „Групата“, както и много участия и концерти. Те също получават номинация за БГ Дебют на наградите на БГ радио за 2008 г.
Участвал е в първия сезон на „Гласът на България“, който му донася още повече популярност.

## Песни
- „Искаш ли от това“
- „Вместо мен“
- „Ти да си до мен“
- „Само моя си"
- „Игра На Лъжи“